# К-403 «Казань»
К-403 «Казань» — советская и российская атомная подводная лодка 2-го поколения, первая атомная подлодка, носившая имя столицы Татарстана. Имя Казань впоследствии было присвоено строящейся подводной лодке К-561 проекта 885 «Ясень».

## История
Первоначально построена в 1969—1971 годах по проекту 667А «Навага», заводской номер 450. Вошла в состав Северного флота ВМФ СССР.
В 1975 году прошла ремонт в связи с неисправностью энергетической установки. В 1977 году на лодке произошёл взрыв группы аккумуляторных батарей.
До 1979 года выполнила 7 автономных боевых служб, входила в состав 19-й дивизии, базировалась на губу Ягельная, Гаджиево.
В 1980—1983 годах переоборудована для испытаний гидроакустических комплексов для новых поколений АПЛ.
В 1983 году.
завершено переоборудование по проекту 667АК «Аксон-1» для испытаний ГАК Скат-3 для АПЛ 3-го поколения.
В 1996 году переоборудована по проекту 09780 «Аксон-2» — для 4-го поколения, до 2000 года совершила 11 испытательных выходов в море. В 2004 году выведена из состава флота, в 2005 году Андреевский флаг спущен и передан в музей, корабль сдан гражданскому экипажу.

## Утилизация и память
Утилизацию подводной лодки производил судоремонтный завод «Звёздочка».
В апреле 2009 года с подводной лодки выгружено отработанное ядерное топливо и подготовлен состав для отправки в Озёрск на предприятие «Маяк».
6 октября 2009 года в 17:35 мск на утилизируемой АПЛ «Казань» при демонтаже гидроакустического комплекса с использованием газовой резки произошло возгорание изоляционных материалов. Из-за большого количества горючих изоляционных материалов пожар был разбит на отдельные очаги только к 23:30.
В 2010 году рубка лодки была доставлена в Казань и установлена в качестве мемориала в Парке Победы. Длина рубки составляет 22 метра, высота 6 метров, ширина 3,5 метра, вес от 70 до 95 тонн. Рядом с рубкой были установлены торпеды, которые были доставлены из воинской части, дислоцированной в Зеленодольске.